# Seznam dílů seriálu Mandrake
Toto je seznam dílů seriálu Mandrake. Brazilský dramatický televizní seriál Mandrake měl premiéru na HBO.

## Přehled řad
| Řada | Díly | Premiéra v Brazílii | Premiéra v Brazílii |
| Řada | Díly | První díl           | Poslední díl        |
| ---- | ---- | ------------------- | ------------------- |
| 1    | 8    | 30. října 2005      | 18. prosince 2005   |
| 2    | 5    | 18. listopadu 2007  | 16. října 2007      |

## Seznam dílů

### První řada (2005)
| Č. v seriálu | Č. v řadě | Původní název                                    | Režie                    | Scénář                                              | Premiéra v Brazílii |
| ------------ | --------- | ------------------------------------------------ | ------------------------ | --------------------------------------------------- | ------------------- |
| 1            | 1         | A Cidade Não é Aquilo que se Vê do Pão de Açúcar | José Henrique Fonseca    | José Henrique Fonseca, Felipe Braga a Tony Bellotto | 30. října 2005      |
| 2            | 2         | Dia dos Namorados                                | Toni Vanzolini           | José Henrique Fonseca, Felipe Braga a Tony Bellotto | 6. listopadu 2005   |
| 3            | 3         | Eva                                              | Arthur Fontes            | José Henrique Fonseca, Felipe Braga a Tony Bellotto | 13. listopadu 2005  |
| 4            | 4         | Yag                                              | José Henrique Fonseca    | José Henrique Fonseca, Felipe Braga a Tony Bellotto | 20. listopadu 2005  |
| 5            | 5         | Detetive                                         | Carolina Jabor           | José Henrique Fonseca, Felipe Braga a Tony Bellotto | 27. listopadu 2005  |
| 6            | 6         | Atum Vizcaya                                     | Lula Buarque de Hollanda | José Henrique Fonseca, Felipe Braga a Tony Bellotto | 4. prosince 2005    |
| 7            | 7         | Kolkata                                          | Cláudio Torres           | José Henrique Fonseca, Felipe Braga a Tony Bellotto | 11. prosince 2005   |
| 8            | 8         | Amparo                                           | Arthur Fontes            | José Henrique Fonseca, Felipe Braga a Tony Bellotto | 18. prosince 2005   |

### Druhá řada (2007)
| Č. v seriálu | Č. v řadě | Původní název | Režie                 | Scénář                                 | Premiéra v Brazílii |
| ------------ | --------- | ------------- | --------------------- | -------------------------------------- | ------------------- |
| 9            | 1         | Brasília      | José Henrique Fonseca | José Henrique Fonseca a Tony Bellotto  | 18. listopadu 2007  |
| 10           | 2         | João Santos   | José Henrique Fonseca | José Henrique Fonseca a Cláudio Torres | 25. října 2007      |
| 11           | 3         | Rosas Negras  | José Henrique Fonseca | José Henrique Fonseca a Felipe Braga   | 2. října 2007       |
| 12           | 4         | Lígia         | José Henrique Fonseca | José Henrique Fonseca a Cláudia Tajes  | 9. října 2007       |
| 13           | 5         | Alma          | José Henrique Fonseca | José Henrique Fonseca                  | 16. října 2007      |